# آیت ایڭاس
آیت ایڭاس (به فرانسوی: Ait Igas) یک منطقهٔ مسکونی در مراکش است که در سوس ماسه درعه واقع شده‌است.

## خصوصیات
آیت ایڭاس ۹٬۵۵۳ نفر جمعیت دارد.